# Henricus Petrus
Henricus Petrus (nemško Heinrich Petri, 1508–1579) in njegov sin Sebastjan Henrik Petri (1546–1627) sta bila lastnika tiskarne Officina Henricpetrina v Baslu.
Njuni najbolj znani deli sta drugi izdaji De revolutionibus orbium coelestium Nikolaja Kopernika in Narratio Prima Georga Joahima Retika, obe iz leta 1566. Kopernikovo delo je prvi natisnil Johannes Petreius leta 1543 v Nürnbergu, Retikovo delo pa leta 1543 Franz Rhode v Gdansku. 

## Pomembna dela
- Liber pantegni, Opera omnia ysaac. Ur. Andreas Turinus. Lugduni 1515; Constantini opera. Apud Henricus Petrus. Basileae 1536/39.
- Cosmographia  Sebastjana Münstra (1488–1552) iz leta 1544 je bil najzgodnejši nemški opis sveta.
- Problematum astronomicorum et geometricorum sectiones septem Danijela Santbecha, objavljen leta 1561 (Henrich Petri in Petrus Perna).
- Apolonij Rodoški (1572). Argonautica (v latinščini). Basileae: ex Officina Henricpetrina.